# Khnumhotep i Niankhkhnum

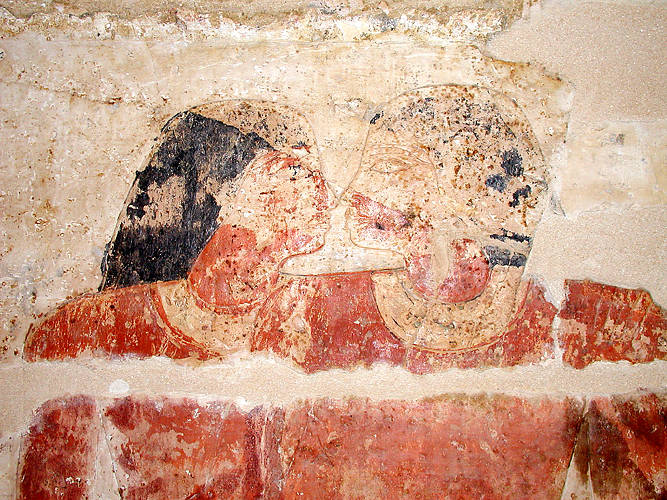
Mastaba de Niankhkhum and Khnumhotep - Niankhkhum i Khnumhotep abraçats en una escena en una habitació de la seva tomba conjunta.

Khnumhotep (pronunciació: xaˈnaːmaw-ˈħatpew) i Niankhkhnum (pronunciació: nij-daˌnax-xaˈnaːmaw) eren antics servents reials egipcis. Compartiren el títol de "Supervisor dels Manicurs reials" al Palau del rei Niuserre, sisè faraó de la cinquena dinastia, regnant durant la segona meitat del segle 25 aC. Van ser enterrats junts a Saqqara i apareixen catalogats com a "confidents reials" a la seva tomba conjunta. Són notables per la seva inusual representació en registres egipcis, sovint interpretats com la primera parella gravada en una relació homosexual, una reivindicació que ha tingut un debat considerable.

## Família
Thomas Dowson, Greg Reeder i altres investigadors creuen que Khnumhotep i Niankhkhnum són la primera parella registrada del mateix sexe de la història antiga. La suposada relació romàntica entre Khnumhotep i Niankhkhnum es basa en representacions dels dos homes que estan tocant-se el nas i abraçats. Els seus títols oficials eren "Supervisors dels manicurs del Palau del Rei". Alguns crítics defensen que els dos homes apareguin amb les seves respectives dones i fills, suggerint que els homes eren germans, fins i tot siamesos, més que no pas amants.
Khnumhotep i Niankhkhnum són representats a la tomba amb les seves respectives famílies. S'ha proposat que fossin fills de Khabaw-khufu i Rewedzawes. Sembla que van tenir tres germans anomenats Titi, Nefernisut i Kahersetef. També es testifiquen tres possibles germanes. S'anomenen Neferhotep-hewetherew, Mehewet i Ptah-heseten. L'esposa de Niankhkhnum es deia Khentikawes. La parella apareix a la tomba amb tres fills anomenats Hem-re, Qed-unas i Khnumhezewef, i tres filles, Hemet-re, Khewiten-re i Nebet. Almenys es troba identificat un net, Irin-akheti, el fill de Hem-re i la seva dona, Tjese 
Khnumhotep tenia una dona de nom de Khenut. Khnumhotep i Khenut van tenir almenys cinc fills anomenats Ptahshepses, Ptahneferkhu, Kaizebi, Khnumheswef i Niankhkhnum el més jove (possiblement anomenat així per ser l'amo del sepulcre), així com una filla anomenada Rewedzawes.L'esposa de Niankhkhnum, Khentikawes, representada en una escena de banquets, es va esborrar gairebé completament a l'antiguitat. En altres imatges Khnumhotep ocupa la posició que normalment es designava per l'esposa. Ambdues esposes eren sacerdoteses del temple d'Athor.

## Carrera professional
Els registres egipcis assenyalen Khnumhotep i Niankhkhnum com a manicuristes principals per a la família reial, però pot haver tingut diversos títols i deures oficials.

### Buròcrates
De servei al temple del sol, Niankhkhnum o Khnumhotep poden haver vigilat oficials subordinats, com ara el m-pr Sna, que supervisaven les tripulacions de portadors per emmagatzemar i retirar material dels graners i magatzems.

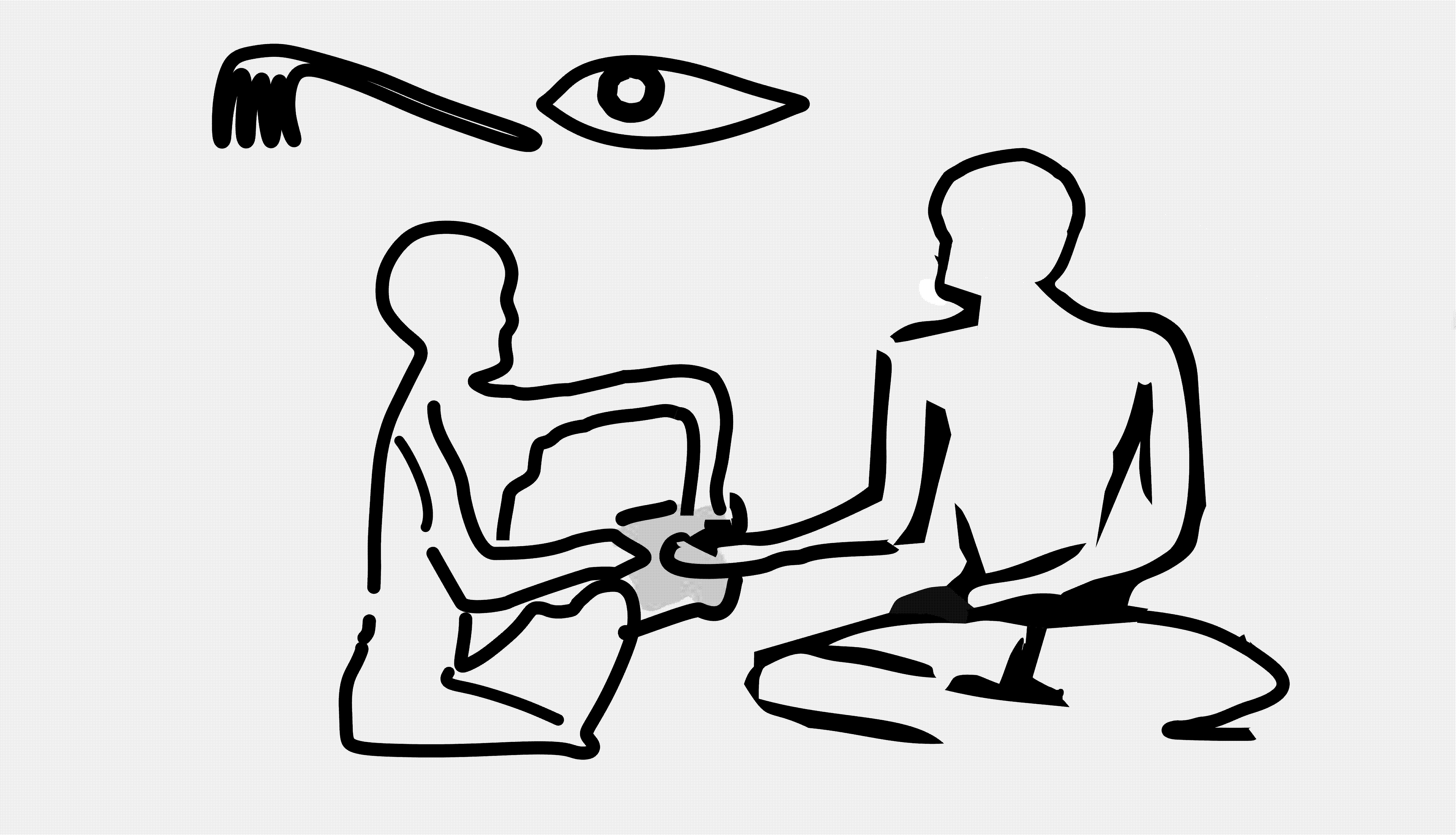
Manicurs a la feina, Dyn. 5 (reconstrucció). Porta la tauleta per fixar la mà del client en prémer-la contra el genoll; puntes d'ungles amb un ganivet de sílex. Es troba entre els relleus d'aquesta tomba.

### Manicurs, perruquers i estilistes
La cura del cos i el vestuari del rei que es preparava per a les seves aparicions públiques requeria un gran nombre d'ajudants, aparentment treballant en diferents tallers cadascun sota el seu cap. A més dels manicurs que supervisaven Niankhkhnum i Khnumhotep, el palau tenia assistents sota un o més homes que ostentaven el títol jrj nfr HAt "guardià del tocador", responsable de les perruques i els vestits de cap del rei., jrw Snj "perruquers", el qual el mantenia afaitat, i un mr n jzwj Xkrwt nswt " cap de les dues cambres dels guarnidors del rei." El càrrec de Xkrt nswt " estilista del rei " era sempre ocupada per dones, les quals legalment, pero no socialment, eren iguals als homes a Egipte.
Es desconeix, com o amb quina freqüència, el personal de la perruqueria, era superior als encarregats de la manicura en els ranquings de presitgui de la 5a i 6a dinastia, segons que a partir d'evidències conservades. No hi ha cap perruqueria etiquetada a la processó funerària. Ptahshepses, el guarda del tocador que es va convertir en visir de Niusserre, i Ti, supervisor de les piràmides i dels temples de sol, són dos oficials amb els quals Niankhkhnum i Khnumhotep podien treballar amb Khnumhotep i Niankhkhnum en una escena de la collita a la esplèndida finca sepulcral de Ptahshepses. Podrien haver estat supervisors de les pedreres, sent anomenats jr ant pr aA "manicurs del palau". Eren massa joves per arribar a ser titulars a la seva pròpia tomba, cosa que podria significar que Ptahshepses morís mentre eren més joves.

## Tomba

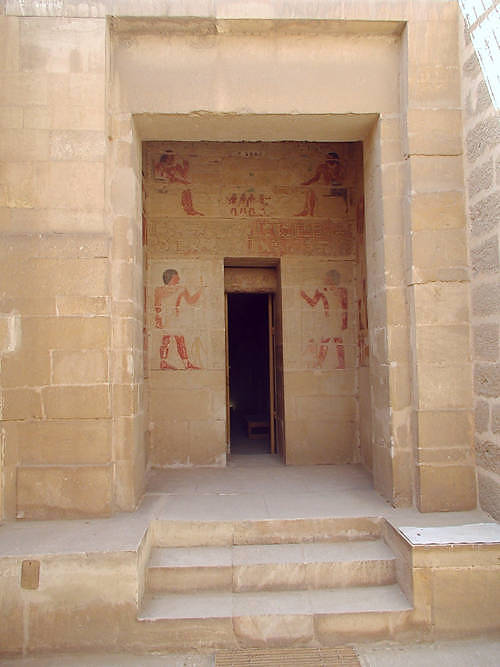
Entrada al segon vestíbul de la mastaba de Khnumhotep i Niankhkhnum, vist des del pati tancat

La tomba és una mastaba, que va ser descoberta en 1964 per l'egiptòleg Ahmed Moussa a la necròpolis de Saqqara durant els treballs d'excavació de la calçada de la Piràmide d'Unas. És l'única tomba de la necròpolis on dos homes es mostren abraçats i amb les mans unides. Va ser examinada i restaurada per una missió alemanya a finals de la dècada de 1970, i oberta al públic en 1990. Es desconeix la data exacta de la tomba. El seu estil la situa a la darrera cinquena dinastia sota Niuserre o Menkauhor.
Els noms escollits dels homes de caràcter teofòric pel déu creador Khnum, formen una referència lingüística a la seva proximitat: Niankhkhnum significa "la vida pertany a Khnum" i Khnumhotep significa "Khnum està satisfet".
La mastaba sembla haver-se construït en diferents fases, sent la més antiga una sala tallada en pedra, a la qual es van afegir posteriorment un pati i altres tres càmeres. A l'entrada, el sostre subjecta dos pilars, on es troben descrits els títols dels seus dos propietaris.
En una escena que representa un banquet, Nianjjnum i Khnumhotep estan entretinguts per ballarins, músics i cantants; en altres se'ls veu caçant, pescant i supervisant els seus preparatius fúnebres. A la imatge més cridanera els dos s'abracen, es toquen els nassos, en l'actitud més íntima permesa per l'art canònic egipci, i estan envoltats pels que semblen ser els seus fills.